# Angelica Norgren
Angelica Elin Marie Norgren, född 27 oktober 1986 i Värnamo, är en svensk radioprogramledare och bloggare. 
Norgren var mellan 3 april 2011 och 23 december 2020 programledare för radioprogrammet P3 Spel. Efter nedläggningen av P3 Spel startade hon tillsammans med sina tidigare programledarkollegor på P3 Spel upp podcasten Speljuntan.
Hon driver även spelbloggen Xboxflickan & Nikke tillsammans med brodern Niklas.